# Rockstar North
Rockstar North Limited (trước đây là DMA Design Limited) là một công ty phát triển trò chơi điện tử Anh và một studio của Rockstar Games có trụ sở tại Edinburgh. Công ty được thành lập với tên gọi DMA Design tại Dundee vào năm 1984 bởi David Jones, người sau đó tuyển dụng ba người bạn cùng lớp của mình là Mike Dailly, Russell Kay và Steve Hammond. Trong những năm đầu, DMA Design được hỗ trợ bởi hãng phát hành của mình là Psygnosis, và chủ yếu tập trung phát triển các trò chơi dành cho Amiga, Atari ST và Commodore 64. Trong giai đoạn này, công ty đã sản xuất một số tựa game bắn súng thành công như Menace và Blood Money, nhưng từ năm 1991 đã chuyển sang sản xuất các trò chơi platform sau sự thành công đột phá của Lemmings. Sau khi sản xuất Unirally cho Nintendo, DMA Design được kỳ vọng là sẽ trở thành một nhà phát triển bên thứ hai chính của hãng này, nhưng mối quan hệ hợp tác giữa hai bên đã chấm dứt khi Nintendo không hài lòng với Body Harvest.
Năm 1997, DMA phát hành Grand Theft Auto, một tựa game thành công rực rỡ khi đã khởi đầu một dòng trò chơi thành công. Sau đó công ty được Gremlin Interactive mua lại. Sau khi Grand Theft Auto 2 được phát hành, Gremlin tiếp tục được mua lại bởi Infogrames và các tài sản của DMA Design được bán cho Take-Two Interactive. Năm 2001, sau khi Grand Theft Auto III được phát hành, DMA Design cuối cùng được đổi tên thành Rockstar North và trở thành một phần của thương hiệu Rockstar Games. Sau biến động này, công ty bắt đầu phát triển các tựa game mới, trong đó có Manhunt, hỗ trợ sản xuất các trò chơi khác của Rockstar như Red Dead Redemption và Max Payne 3, cũng như tiếp tục dòng trò chơi Grand Theft Auto với Grand Theft Auto IV (2008) và Grand Theft Auto V (2013). Cả hai tựa game đều được đánh giá là nằm trong số những trò chơi điện tử xuất sắc nhất mọi thời đại, và Grand Theft Auto V đã trở thành trò chơi bán chạy thứ hai từ trước tới nay. Studio được điều hành bởi Leslie Benzies từ khi được Take-Two mua lại cho đến khi anh từ chức vào năm 2016.

## Trò chơi đã phát triển

### Với tên gọi DMA Design
|  | Ô trống cho biết trò chơi không được nhà sản xuất phát hành trên bất cứ nền tảng nào    |
|  | Ô chứa tên máy chơi game cho biết trò chơi được nhà sản xuất phát hành trên nền tảng đó |

| Tên                          | Thông tin phát hành                                                                                            | Nền tảng               | Nền tảng        | Nền tảng                             | Nền tảng      | Nền tảng |
| Tên                          | Thông tin phát hành                                                                                            | Microsoft              | Nintendo        | Sega                                 | Sony          | Other |
| ---------------------------- | --- | ---------------------- | --------------- | ------------------------------------ | ------------- | --- |
| Menace                       | - Thể loại: Side-scrolling shooter - Hãng phát hành: Psygnosis - Ngày phát hành: 1988                          | MS-DOS                 |                 |                                      |               | Amiga Atari ST Commodore 64                                                                                                   |
| Ballistix                    | - Thể loại: Side-scrolling shooter - Hãng phát hành: Psygnosis, Psyclapse - Ngày phát hành: 1989               | MS-DOS                 |                 |                                      |               | Commodore 64 |
| Blood Money                  | - Thể loại: Side-scrolling shooter - Hãng phát hành: Psygnosis - Ngày phát hành: 1989                          | MS-DOS                 |                 |                                      |               | Amiga Atari ST Commodore 64                                                                                                   |
| Shadow of the Beast          | - Thể loại: Side-scrolling platformer - Hãng phát hành: Psygnosis - Ngày phát hành: 1989                       |                        |                 |                                      |               | Commodore 64 TurboGrafx-16 |
| Lemmings                     | - Thể loại: Platform giải đố - Hãng phát hành: Psygnosis - Ngày phát hành: 1991                                | MS-DOS                 | NES             | Master System Sega Genesis Game Gear |               | 3DO Amiga Amiga CD32 Amstrad CPC Atari Lynx Atari ST CD-i CDTV Commodore 64 FM Towns Classic Mac OS TurboGrafx-16 ZX Spectrum |
| Oh No! More Lemmings         | - Thể loại: Platform giải đổ - Hãng phát hành: Psygnosis - Ngày phát hành: 1991                                | MS-DOS                 |                 |                                      |               | Archimedes Amiga Atari ST Mac OS SAM Coupé                                                                                    |
| Walker                       | - Thể loại: Side-scrolling shooter - Hãng phát hành: Psygnosis - Ngày phát hành: 1993                          |                        |                 |                                      |               | Amiga |
| Hired Guns                   | - Thể loại: Nhập vai - Hãng phát hành: Psygnosis - Ngày phát hành: 1993                                        | MS-DOS                 |                 |                                      |               | Amiga |
| Christmas Lemmings 1993      | - Thể loại: Platform giải đổ - Hãng phát hành: Psygnosis - Ngày phát hành: 1993                                | MS-DOS OS/2            |                 |                                      |               | Amiga |
| Lemmings 2: The Tribes       | - Thể loại: Platform giải đổ - Hãng phát hành: Psygnosis - Ngày phát hành: 1993                                | MS-DOS                 | Game Boy SNES   | Sega Genesis                         |               | Amiga Atari ST FM Towns Archimedes                                                                                            |
| All New World of Lemmings    | - Thể loại: Platform giải đổ - Hãng phát hành: Psygnosis - Ngày phát hành: 1994                                | MS-DOS                 |                 |                                      |               | Amiga |
| Christmas Lemmings 1994      | - Thể loại: Platform giải đổ - Hãng phát hành: Psygnosis - Ngày phát hành: 1994                                | MS-DOS OS/2            |                 |                                      |               | Amiga, Mac OS |
| Unirally                     | - Thể loại: Đua xe - Hãng phát hành: Nintendo - Ngày phát hành: 1994                                           |                        | SNES            |                                      |               | |
| Grand Theft Auto             | - Thể loại: Hành động phiêu lưu - Hãng phát hành: BMG Interactive, Take-Two Interactive - Ngày phát hành: 1997 | MS-DOS Windows         | GBC             |                                      | PlayStation   | |
| Body Harvest                 | - Thể loại: Hành động phiêu lưu - Hãng phát hành: Gremlin Interactive - Ngày phát hành: 1998                   |                        | Nintendo 64     |                                      |               | |
| Space Station Silicon Valley | - Thể loại: Hành động phiêu lưu - Hãng phát hành: Gremlin Interactive - Ngày phát hành: 1998                   |                        | GBC Nintendo 64 |                                      | PlayStation   | |
| Tanktics                     | - Thể loại: Chiến thuật thời gian thực - Hãng phát hành: Gremlin Interactive - Ngày phát hành: 1998            | MS-DOS Windows         |                 |                                      |               | |
| Wild Metal Country           | - Thể loại: Action - Hãng phát hành: Gremlin Interactive - Ngày phát hành: 1999                                | Windows                |                 | Dreamcast                            |               | |
| Grand Theft Auto 2           | - Thể loại: Hành động phiêu lưu - Hãng phát hành: Rockstar Games - Ngày phát hành: 1999                        | Windows                | GBC             | Dreamcast                            | PlayStation   | |
| Grand Theft Auto III         | - Thể loại: Hành động phiêu lưu - Hãng phát hành: Rockstar Games - Ngày phát hành: 2001                        | Microsoft Windows Xbox |                 |                                      | PlayStation 2 | iOS Android |

### Với tên gọi Rockstar North
|  | Ô trống cho biết trò chơi không được nhà sản xuất phát hành trên bất cứ nền tảng nào    |
|  | Ô chứa tên máy chơi game cho biết trò chơi được nhà sản xuất phát hành trên nền tảng đó |

| Tên                                      | Thông tin phát hành                                                                           | Nền tảng                                          | Nền tảng    | Nền tảng                                  | Nền tảng    |
| Tên                                      | Thông tin phát hành                                                                           | Microsoft                                         | Nintendo    | Sony                                      | Other       |
| ---------------------------------------- | --------------------------------------------------------------------------------------------- | ------------------------------------------------- | ----------- | ----------------------------------------- | ----------- |
| Grand Theft Auto: Vice City              | - Thể loại: Hành động phiêu lưu - Hãng phát hành: Rockstar Games - Ngày phát hành: 2002       | Microsoft Windows Xbox                            |             | PlayStation 2                             | iOS Android |
| Manhunt                                  | - Thể loại: Lén lút, kinh dị sinh tồn - Hãng phát hành: Rockstar Games - Ngày phát hành: 2003 | Microsoft Windows Xbox                            |             | PlayStation 2                             |             |
| Grand Theft Auto: San Andreas            | - Thể loại: Hành động phiêu lưu - Hãng phát hành: Rockstar Games - Ngày phát hành: 2004       | Microsoft Windows Xbox Windows Phone              |             | PlayStation 2                             | iOS Android |
| Grand Theft Auto: Liberty City Stories   | - Thể loại: Hành động phiêu lưu - Hãng phát hành: Rockstar Games - Ngày phát hành: 2005       |                                                   |             | PlayStation Portable PlayStation 2        | iOS Android |
| Grand Theft Auto: Vice City Stories      | - Thể loại: Hành động phiêu lưu - Hãng phát hành: Rockstar Games - Ngày phát hành: 2006       |                                                   |             | PlayStation Portable PlayStation 2        |             |
| Grand Theft Auto IV                      | - Thể loại: Hành động phiêu lưu - Hãng phát hành: Rockstar Games - Ngày phát hành: 2008       | Xbox 360 Microsoft Windows                        |             | PlayStation 3                             |             |
| Grand Theft Auto IV: The Lost and Damned | - Thể loại: Hành động phiêu lưu - Hãng phát hành: Rockstar Games - Ngày phát hành: 2009       | Xbox 360 Microsoft Windows                        |             | PlayStation 3                             |             |
| Grand Theft Auto: Chinatown Wars         | - Thể loại: Hành động phiêu lưu - Hãng phát hành: Rockstar Games - Ngày phát hành: 2009       |                                                   | Nintendo DS | PlayStation Portable                      | iOS Android |
| Grand Theft Auto: The Ballad of Gay Tony | - Thể loại: Hành động phiêu lưu - Hãng phát hành: Rockstar Games - Ngày phát hành: 2009       | Xbox 360 Microsoft Windows                        |             | PlayStation 3                             |             |
| Grand Theft Auto V                       | - Thể loại: Hành động phiêu lưu - Hãng phát hành: Rockstar Games - Ngày phát hành: 2013       | Xbox 360 Xbox One Microsoft Windows Xbox Series X |             | PlayStation 3 PlayStation 4 PlayStation 5 |             |
| Grand Theft Auto Online                  | - Thể loại: Hành động phiêu lưu - Hãng phát hành: Rockstar Games - Ngày phát hành: 2013       | Xbox 360 Xbox One Microsoft Windows Xbox Series X |             | PlayStation 3 PlayStation 4 PlayStation 5 |             |
| Agent                                    | - Thể loại: Hành động phiêu lưu - Hãng phát hành: Rockstar Games - Ngày phát hành: TBA        |                                                   |             | PlayStation 3                             |             |

#### Hỗ trợ phát triển
|  | Ô trống cho biết trò chơi không được nhà sản xuất phát hành trên bất cứ nền tảng nào    |
|  | Ô chứa tên máy chơi game cho biết trò chơi được nhà sản xuất phát hành trên nền tảng đó |

| Tên                   | Thông tin phát hành                                                                          | Nền tảng                            | Nền tảng        | Nền tảng                    | Nền tảng |
| Tên                   | Thông tin phát hành                                                                          | Microsoft                           | Nintendo        | Sony                        | Other    |
| --------------------- | -------------------------------------------------------------------------------------------- | ----------------------------------- | --------------- | --------------------------- | -------- |
| Red Dead Redemption   | - Thể loại: Hành động phiêu lưu - Hãng phát hành: Rockstar Games - Ngày phát hành: 2010      | Xbox 360                            |                 | PlayStation 3               |          |
| Undead Nightmare      | - Thể loại: Hành động phiêu lưu - Hãng phát hành: Rockstar Games - Ngày phát hành: 2010      | Xbox 360                            |                 | PlayStation 3               |          |
| L.A. Noire            | - Thể loại: Hành động phiêu lưu - Hãng phát hành: Rockstar Games - Ngày phát hành: 2011      | Xbox 360 Xbox One Microsoft Windows | Nintendo Switch | PlayStation 3 PlayStation 4 |          |
| Max Payne 3           | - Thể loại: Bắn súng góc nhìn thứ ba - Hãng phát hành: Rockstar Games - Ngày phát hành: 2012 | Xbox 360 Microsoft Windows          |                 | PlayStation 3               |          |
| Red Dead Redemption 2 | - Thể loại: Hành động phiêu lưu - Hãng phát hành: Rockstar Games - Ngày phát hành: 2018      | Xbox One Microsoft Windows          |                 | PlayStation 4               | Stadia   |
| Red Dead Online       | - Thể loại: Hành động phiêu lưu - Hãng phát hành: Rockstar Games - Ngày phát hành: 2019      | Xbox One Microsoft Windows          |                 | PlayStation 4               | Stadia   |